# インディアン戦争
インディアン戦争（インディアンせんそう、英: Indian Wars）は、1622年から1890年の間の、北アメリカで白人入植者（インディアンが呼ぶところのwhite man）とインディアンの間で起きた戦争の総称。初期のころからインディアンと白人入植者の小競り合いが続いていたが、白人入植者の増加とともに列強による植民地戦争とも絡みながら、大規模化していった北米植民地戦争である。この戦争は、白人、主にキリスト教徒によって行われた大量虐殺、民族浄化、強制移住であった。これらの戦争の影響により、インディアンは今日でも貧困やアルコール依存症などの問題に苦しみ続けている。また、インディアンはブラックヒルズなど白人に奪われた土地の返還を求めて闘い続けているが、アメリカ合衆国政府や政府を支持する人々は現在でも土地を返還する意向を示していない。

## 概要
そもそもの白人とインディアンとの戦争は、クリストファー・コロンブスの上陸に始まるものである。コロンブスは艦隊を率いて、中米のインディアン諸部族を数年にわたり虐殺し、その人口を激減させた。インディアンたちを黄金の採集のために奴隷化し、生活権を奪ったためにインディアンたちは飢餓に陥り、疫病が蔓延し、その数をさらに減らした。だが白人のもたらした疫病が中米のインディアンを減らしたのではなく、コロンブスによる大量虐殺が、疫病によるインディアンの激減を招いたのである。

### 戦争
アメリカ独立戦争以後、「豊かで安い土地」を求めて白人入植者が西進するようになると、当然そこに住むインディアンは邪魔者となり、これを排除しようとする合衆国政府とインディアンの撲滅戦争と化した。インディアンは領土を追われ、連邦政府が信託保留する土地、いわゆる「保留地 (Reservation)」に押し込められることを強要され、激しく抵抗するようになる。
イギリスがアメリカへの入植を始めた1610年代や1620年代は平穏に過ぎたが、ピクォート戦争の起こった1637年頃から、入植地の安全を図るためと、さらなる入植地の拡大のために、植民地の白人たちはインディアン部族間の争いを利用し、代理戦争を行わせるようになった。この戦争は17世紀（フィリップ王戦争、ウィリアム王戦争および18世紀初頭のアン女王戦争）からウンデット・ニーの虐殺で1890年にアメリカの辺境が「消滅」するまで、インディアンの土地を白人入植者のために没収し、インディアンを征服して白人に同化させると同時に、インディアン保留地へ強制移住させる、という結果になっていった。
これら一連の戦争でアメリカ側とインディアン側の受けた損失については様々な統計が示されてきた。最も信頼に足る数字はグレゴリー・ミクノなどによる交戦記録を厳密に照合したものであり、1850年から1890年の間だけで、21,586人の市民と兵士が死亡、負傷、または捕虜になったとしている。他の数字としては、ラッセル・ソーントンなどのやや大雑把で関係性の薄い政府の資料から外挿したもので、45,000人のインディアンと19,000人の白人が殺されたとしている。この後者の推定値の中には、辺境の虐殺によって非戦闘員がしばしば殺されたので、双方の女性や子供の犠牲者も含まれている。その他にも様々な著者が、少ない者では5,000人、多い者では50万人という数字を上げている。ここでの議論に含まれていないのは、双方の残虐さである。インディアンはその残酷な戦い方で、アメリカは破壊的な作戦実行で示した残虐さは、毎年のように新聞、記録保管所、外交記録およびアメリカ独立宣言（...（イギリスは）辺境の住人、戦い方を知っている残酷なインディアンに、年齢、性別や状態に拘わらず見境無い破壊を奨励している）の中で指摘されてきた。
インディアン戦争は小さな戦争の連続であった。インディアンはそれぞれの歴史を持つ様々な集団であった。戦争の間を通じて、インディアンは「白人」のように一括りで呼べるような単一の民族では無かった。様々なやり方で築かれた社会に住み、地域的なレベルで戦争と和平の決断を下した。ただし、イロコイ連邦や、スー族とシャイアン族、アラパホー族の三部族同盟、またテカムセのような調停者によって実現した一時的な同盟のように、公式の同盟を組んで共闘することが多数見られた。

### 時代区分
インディアン戦争は大きく分けて、次の4つの時代区分に分けられる。
1. 最初の時代は白人がアメリカに入ってきて手探りでインディアンとの共存を探った時代である。
2. 次の時代はアメリカ合衆国が誕生してそれに続く期間であり、インディアンからの激しい抵抗があったもののアメリカの文化に同化しないインディアンが排除されて、ミシシッピ川から東にはほとんどインディアンの居住地が無くなった時代である。
3. 3番目の時代はミシシッピ川の西に白人の入植が進み、アメリカ合衆国の国力が充実してきてアメリカ西部のインディアンが屈服させられていった時代である。
4. 4番目は、20世紀に入ってインディアン条約が合衆国側から破棄され、部族そのものが消滅させられ始めた時代である。

### 現代
クレイジー・ホースらが参加した、インディアンの連合軍がカスター中佐の第7騎兵隊を撃退全滅させるなどの戦果もあったが、ジェロニモの降伏やウンデット・ニーの虐殺以降、インディアンによる軍事的な反乱はなくなった。代わって、20世紀になってからの「レッド・パワー運動」に代表される、権利回復要求運動が現代のインディアン戦争となった。黄金に代わってウラニウムや石炭、水といった保留地の地下資源が、合衆国の収奪対象となった。現代の「インディアン戦争」は、地下資源の収奪と環境汚染、そして「西部劇映画」や「インディアン・マスコット」問題に象徴されるメディアやスポーツにおける歪曲された民族イメージの概念固定化が大きな問題となっている。
1973年にスー族保留地内の「ウンデット・ニー」で、オグララ・スー族と「アメリカインディアン運動 (AIM)」が同地を占拠し、「オグララ国」の独立宣言を行った「ウンデッド・ニー占拠抗議」（のちの連邦裁判で無罪判決を受けた）では、全米からインディアンが応援参加し、非武装のインディアンたちに対して合衆国とサウスダコタ州が戦車や戦闘ヘリを投入した武力鎮圧となった。
2003年、100年近くに及ぶインディアンたちの要求運動によって、「リトルビッグホーンの戦い」の主戦場が「カスター国立記念戦場」から「リトルビッグホーン国立記念戦場」に名称変更された。同時に「インディアン戦争」を戦ったインディアンたちの「インディアン記念碑」が建立され、地図と解説の書かれた石壁が設置された。この石壁には次のような文言が彫り込まれている。
“The Indian Wars Are Not Over.”（インディアン戦争は終わっていない）

## 戦争の根本要因
コロンブスの上陸以来、白人たちはインディアン部族が、アフリカの部族社会のような「酋長が支配する首長制の部族社会である」と勘違いしていた。実際にはインディアンの社会は完全合議制の民主的社会であり、「王」や「首長」のような個人の権力者は存在しない。「大いなる神秘」のもと、人と動物すら明確に区分されず、平等に共有されるのがインディアンの社会であり、まして大地は誰のものでもなかった。

### 土地に関する誤解
合衆国は植民地化を進めるにあたり、まずインディアンから領土を「購入」しようとし、「物品」と引き換えにこれを行った（つもりだった）。しかし、これは、インディアンの共同体から見れば「白人が贈り物をして、ここに住まわせてくれと言って来た」ということになる。白人は「ここから出て行ってくれ」と言ったつもりだが、インディアンはこれを理解していない。元より彼らに「土地を売り買いする」という文化習慣が無いからである。
インディアンは和平を結ぶ際、和平の「ロングハウス」、「ティーピー」などで「会議の火」を囲んで車座になり、「聖なるパイプ」で煙草を回し飲みし、「大いなる神秘」に和平を誓う。全ての存在が「大いなる神秘」の中にあると考えるインディアンにとって、「大いなる神秘」との盟約であるこの行為を破ることは絶対にあってはいけない誓いである。
白人たちは上記にあるように「土地を買った」つもりでいるので、この誓いを破った。インディアンを追い出そうとし、あまつさえ彼らを武力で虐殺したのである。「インディアン戦争」は起こるべくして起こったのだ。

### 部族の制度に関する誤解
インディアン戦争の中で、白人たちは酋長を部族の代表、部族長だと考えていた。「部族民たちが敬愛する大戦士」を大酋長だと思い込んで彼らをそう呼んだ。白人には大戦士も酋長も見分けがつかなかった。酋長(Chief) とは実際には、部族の調停者、世話役、あるいは奉仕者であって指導者でも部族長でもない。インディアンの社会に指導者も部族長もいない。個人が権力を持つ上意下達のシステムを持たないのである。
しかるに白人たちはインディアン戦争を行うにあたって、酋長あるいは大戦士を部族長だと思い込み、和平の調停や交渉の責任者とみなした。酋長の署名として「×印」を書かせ（インディアンは文字を持たない）、これを「部族の総意」と解釈したのである。もちろんこれは全くの誤解であって、合議を経ていない部族の総意はあり得ず、インディアンの戦士たちは戦いをやめなかった。
またインディアンの戦士団を白人は「司令官が統率する軍団」だと勘違いしていた。これもまた全くの思い違いで、インディアンの戦いは自由参加であって、彼らは軍でも兵でもなく、誰に率いられるような集団でもない。合衆国はしばしば「インディアンが協定を破って攻撃した」としているが、協定を破っているのは白人側だった。
インディアンの社会は細かいバンド（集団）に細分されており、それぞれが自治を保ち自分たちの判断で動いていた。すなわちインディアンの部族は一枚岩ではなかった。これをまとめて従わせようとする合衆国の考え自体に無理があった。インディアンの部族で、最終的な判断を決めるのは長老と酋長たちの大合議だけである。これは現在のインディアン社会でも変わらない。
こうして「インディアン戦争」において合衆国は本来は交渉役である酋長を「戦争の司令官」だと誤解し、彼らの殺害に力を注ぎ彼らを捕らえては死体を散々に凌辱した。根本的に白人たちはインディアン文化を勘違いしたまま延々とインディアンの虐殺を繰り返したのである。

## 白人の植民期
1620年にピルグリム・ファーザーズがアメリカ東海岸のプリマス植民地に到着した頃は、インディアンと白人の友好関係があった。厳しい冬を越すために、むしろインディアンに助けられて入植者が定着できたという面もあった。ただし、全ての地域でインディアンが友好的に白人を迎えたわけではなく、インディアンに様々な部族があったように、白人を迎えたインディアンの対応は様々であり、16世紀前半のフロリダのように有無を言わせず退去させられた例もあった。17世紀前半のフランスの場合は、敵対するインディアンの一方に荷担して、まだ銃火器を持たないインディアンを圧倒するようなことがあった。
インディアンは、その狩猟生活に貴重な道具となった銃を供給してくれ、かつ様々な商品を交易したり贈り物を届けてくれる白人とは友好的な関係を保った。しかし、いち早く銃を持った部族は他の部族を圧倒する力を持つようになった。17世紀前半のイロコイ連邦がまさにこの典型的な例であり、アメリカ北東部のかなり広い範囲を勢力下に収めることになった。
ジェームズタウンとイギリス人が名付けた最初期の植民地では、植民請負人ジョン・スミスが、飢えた入植者の食料確保のために、各地のインディアンの村を襲い、酋長を人質にとり、物品・食料を強奪した。スミスはポウハタン酋長を「ポウハタン族の皇帝である」と大英帝国に出鱈目な報告を行い、対インディアン政策を誤解の下に進めさせるきっかけを作っている。
一方で、白人の持ち込んだ様々な疫病は、免疫を持たないインディアン部族を激減させ、その力を削いでいった。絶滅した部族も多く、縮小した部族の多くが別部族の傘下に入り、北東部での勢力図は白人との戦争と疫病によって大きく変えられていったのである。

### 最初の抗争
1610年代から様々な理由で、多くの小競り合いが入植者とインディアンの間で行なわれた。最初の抗争がどの戦闘であるかは諸説あるが、ジェームズタウンの虐殺がよく知られている。
1622年3月22日、アルゴンキンのポウハタン族のオプチャンカノフがバージニア植民地を攻撃し、ジェームズタウンで347人が死亡した。

### インディアンと白人の抗争の開始
インディアンと白人の間で大規模な抗争に発展した最初期のものは、1637年のピクォート戦争が挙げられる。この戦争は、イギリス人交易業者の1隊が殺されたことに端を発し、マサチューセッツ湾植民地とプリマス植民地の白人が、ピクォート族と敵対していたモヘガン族を利用してピクォート族を殲滅するという結果になった。入植初期のピルグリム・ファーザーズは、インディアンから土地を購入するという形を採っていたが、この頃から清教徒が大挙して入植するようになり、入植者が勝手にインディアンの土地に入り込むというような形態が生まれた。
1650年代になると、イロコイ族がヌーベルフランスの入植者を襲うようになった。これに対してフランスが軍隊を組織して反撃を行い、一時的に休戦時期はあったものの、この敵対関係は約半世紀続いた。この戦争はビーバー戦争と呼ばれる。イロコイ族のように一時敵対していたものが一旦和平を結ぶと、その同盟相手が他の白人と戦争を行う場合は強力な戦力となった。
17世紀中頃から後半にかけて、ニューイングランドは何度も疫病の流行に悩まされ、免疫力の無いインディアンが大きくその数を減らした。1670年代のニューイングランド南部の人口は、白人35,000人に対してインディアン15,000人と大きく逆転していた。1675年、それまで白人に対して友好的な姿勢で臨んできたワンパノアグ族のメタコメットたちが反旗を翻した。白人はメタコメットを「指導者」と勘違いして「フィリップ王」と呼んでいたので、この戦争はフィリップ王戦争と呼ばれている。ワンパノアグ族の攻撃でポートランドなどの入植地は壊滅的に破壊されたが、ニューイングランドを挙げての反撃と他のインディアン部族も白人に味方したことで、ワンパノアグ族も最後は大敗し、その人口は10分の1以下になったとされている。
18世紀に入って、それまで比較的平穏であったカロライナ植民地で、インディアンの反乱が続いた。1711年に始まったタスカローラ戦争と、その終結後、間も無い1715年のヤマシー戦争である。タスカローラ戦争で敗れたタスカローラ族の残党は北へ逃れてイロコイ連邦に合流した。同様にヤマシー戦争で敗れたクリーク族は南に逃れ、一部はスペイン領フロリダに入ってセミノール族と連合を組み、その抵抗は19世紀半ばまで続いた。

### インディアンを巻き込んだヨーロッパ列強の対立
1688年に始まった大同盟戦争以降、ヨーロッパでの対立構図がそのまま北アメリカに持ち込まれ、主にイギリスの北アメリカ植民地とフランスのヌーベルフランスとの間に抗争が繰り返された。すなわち1689年のウィリアム王戦争、1702年のアン女王戦争、1722年のラル神父戦争、1744年のジョージ王戦争、1749年のル・ロウター神父の戦争および1756年のフレンチ・インディアン戦争である。これらを総称して北米植民地戦争とも呼ばれる。フランスとイギリスは、必ずその同盟インディアンを戦争に動員して戦った。
アメリカ植民地やヌーベルフランスでは、フランスの同盟相手は五大湖地方のアルゴンキン語族系インディアン部族であったが、南部フランス領ルイジアナではチョクトー族が同盟相手であった。これに対してイギリスはそれぞれフランスと同盟する部族と敵対的な部族を選び、北部ではイロコイ族、南部ではチカソー族と同盟を結んだ。ミシシッピ川の通行が絡むフランス・チョクトー族同盟軍とチカソー族の戦いは、チカソー戦争 (1720-1760) と呼ばれる。
この時期の特徴的なことは、アメリカ東海岸にほとんどインディアンがいなくなったことである。住んでいるとすれば、ほとんど植民地人の生活習慣を受け入れ、社会的また宗教的にも同化してきたインディアンであり、政府のインディアン部局に所属して代理人を務めたり、一部では混血も進められて農園を所有する者すら現れた。植民地社会に同化できないインディアンは内陸部に後退し、植民地との交易を続けて和平を保つか、入植者に対して敵対的な行動を行って植民地の白人に反撃を食らい、また内陸に引っ込むという悪循環を繰り返した。
これらの戦争の結果、最終的に1763年のパリ条約でフランスが北アメリカの植民地を放棄したことで、情勢が一気に変わった。カナダからメキシコ湾まで広大な植民地を支配することになったイギリスと、それまでフランスやスペインと友好的な関係を築いてきたインディアン部族との間に対立が生まれることになった。

### イギリス対インディアン
イギリスは1763年にフランス領アメリカを獲得すると、1763年宣言を発してアパラチア山脈より西への白人の入植を禁じた。これは白人入植者とインディアンとの抗争を恐れたことが強い動機となって発せられたものであった。しかし、それまでフランスと同盟していたインディアン部族がポンティアック酋長の呼びかけに応じて同盟を結び、ポンティアック戦争と呼ばれる反乱を起こした。この戦争に加わったのは五大湖、オハイオ領土、イリノイ郡と広範な地域に及ぶ多くの部族だった。この戦争は、それまで部族それぞれで動くことの多かったインディアンたちが、多くの部族が共同して反抗する可能性を実現した一つの事例となった。
1763年宣言は、実質的にはポンティアック戦争の開戦後に発せられ、戦争を終了させる条約の中でも交渉材料として使われた。しかし、植民地の白人の西方領土解放要求を抑えることはできず、新たなインディアンとの抗争の火種となった上に、植民地の白人の不満も増幅させ、アメリカ独立戦争の原因の一つになった。そのような中で1773年のダンモアの戦争が起こった。オハイオ川の南まで侵入して来た入植者をショーニー族やミンゴ族インディアンが襲ったことに端を発し、バージニア知事のダンモア卿が軍を発して鎮めるという結果に終わったが、この戦いを境に、イギリス対インディアンという戦いの構図は、登場人物は同じだがアメリカの植民地人対インディアンという構図に変わっていった。

## ミシシッピ川の東（1775年-1842年）
この期間の戦争は新しく建国されたアメリカ合衆国に対するインディアンによるものであり、米墨戦争の直前までを一つの区切りとしている。

### アメリカ独立戦争
アメリカ独立戦争は基本的に2本の平行した戦線があった。1つは東部のイギリス支配に対するものであり、もう1つは西部のインディアン戦争であった。新しく出来たばかりのアメリカ合衆国は、ミシシッピ川の東にいるイギリスと同盟したインディアンと戦うことになった。西方へ入植地を拡げたいという植民地の関心は、イギリスがインディアンとの間に和平を保つという政策を採ったために独立戦争の原因の一つにもなった。イギリス側に付いたインディアンは自分達の土地を侵略してくる入植者の波を止めることを戦争に期待していた。独立戦争の西部戦線はアメリカ合衆国の歴史の中で「最も広範で破壊的な」インディアン戦争となった。
多くのインディアン社会では、この戦争でどちらの側に付くかで分かれた。イロコイ連邦は独立戦争で内乱状態になった。チェロキー族は中立派（あるいはアメリカ派）と反アメリカ派に分かれ、反アメリカ派はツィユグンシニ（ドラァギング・カヌー）たちの戦士団がチカマウガ戦争を戦った。他の多くの部族社会も同様に分裂した。
辺境での戦争は特に残虐を極めた。多くの残虐行為がどちらの側にもあった。白人・インディアン双方共に多くの女子供が犠牲になり、軍隊の遠征のために集落や食料の農場と倉庫がしばしば破壊された。この遠征の中でも最大のものは1779年のサリバン遠征部隊によるものだった。この時は40以上のイロコイ族集落を破壊してニューヨーク州北部のイロコイ族を全滅させた。しかし、この遠征の戦果は上々とはいかず、インディアンの反発をより強めた。
インディアンたちは、1783年にイギリスがアメリカとパリ条約を結んで停戦したとき、インディアンには何も知らせないままにインディアンの広大な領土をアメリカに渡してしまったことを知って驚愕した。アメリカ合衆国は当初、イギリス側に付いて戦ったインディアンを、土地を失った被征服民として扱った。アメリカは、「インディアンは紙の上で戦争に負けたのであり、戦場ではなかった」という考え方をインディアンに押しつけることが不可能と分かった時、その政策を放棄した。使える土地を拡げたかった連邦政府が次に打った手は、インディアンとの条約で土地を購入することのみで拡げることだった。各州や入植白人はこの政策に反発し、さらに土地を奪い合っての戦争が続くことになった。

### チカマウガ戦争
チカマウガ戦争はアメリカ独立戦争に巻き込まれたチェロキー族と入植白人の間の一連の紛争であり、1794年まで続いた。チカマウガとは、最初はオーバーヒル集落から、後にはローワー集落、バレー集落およびミドル集落のチェロキー族が加わり、ドラァギング・カヌーたちの一団が、南西のチカマウガ地区（テネシー州チャタヌーガ）に、後にはファイブ・ローワー集落に住んだ者達を、白人が「チカマウガ」と呼んだものである。
これらの集落では、クリーク族、白人の王党派、逃亡黒人奴隷、およびチカソー族も加わり、後にはチカマウガ・チェロキー族戦士が100名北方に移動したのと入れ替わりに加わった、100名以上のショーニー族および他の部族70名があった。当初の攻撃目標は、ワトーガ川、ホルストン川およびノリチャキー川沿い、さらにテネシー東部のカーター渓谷の入植地とされ、1780年にはナッシュボロ砦を始めとするカンバーランド川沿いの入植地やケンタッキー、さらに後にはバージニア、ノースカロライナ、サウスカロライナおよびジョージアまでにも拡がった。チカマウガ連合による攻撃の規模は、一握りの戦士による急襲から400から500名、時には1,000名を越える大部隊によるものもあった。ドラァギング・カヌーに近い同盟者アレクサンダー・マギリブレー一派の同盟下の北部ムスコギー族（クリーク族）はしばしばチカマウガの行動に加わり、また単独でも行動した。
カンバーランド川の入植地はチカソー族、北方のショーニー族およびデラウェア族からの攻撃を受けた。ドラァギング・カヌーやその後継者であるジョン・ワットの作戦行動は、北西部の作戦行動と連携して行われることがあった。これに対する植民地白人が採った手は、平和な地域のチェロキー族集落を破壊し尽くすということであり、どちらの側も人命に関して大きな被害を出した。この戦争は1794年のテリコ・ブロックハウスの条約で終結した。

### 北西インディアン戦争

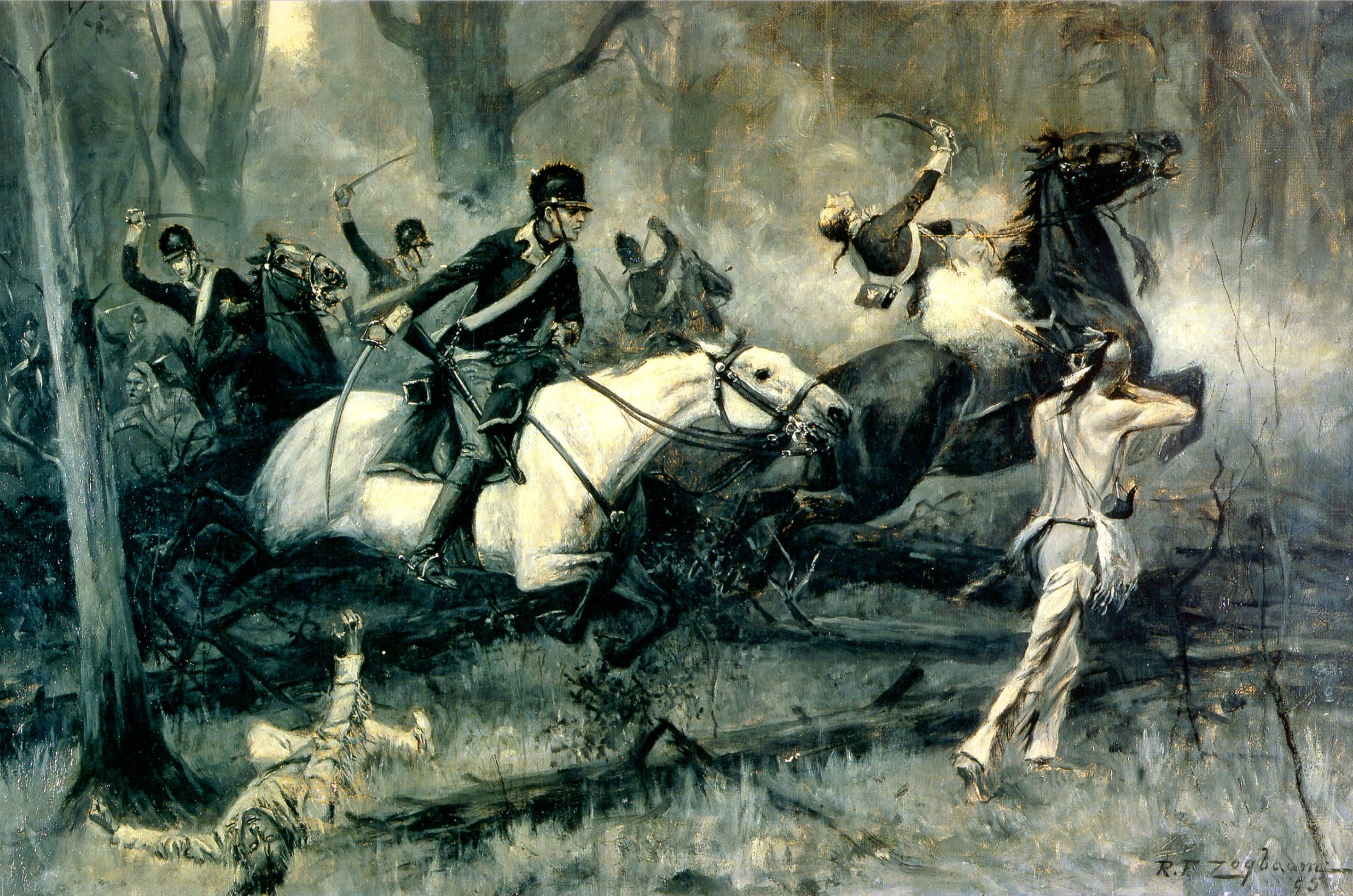
フォールン・ティンバーズの戦い

1787年の北西部条例によって、北西部領土は白人入植者のために公式に組織化され、白人入植者が大挙してこの地域に入るようになった。北西部のインディアンたちはこの「領土侵犯」に対抗して抵抗戦に訴えたが、ジョージ・ワシントンは軍隊を派遣して鎮圧させようとした。しかし、北西インディアン戦争で、ショーニー族のブルージャケットやマイアミ族のリトルタートル、レナペ族のバッコンガヘラおよびオッタワ族のエグシャワらが関わった汎部族同盟が、ジョシア・ハーマー将軍やアーサー・セントクレア将軍に率いられる合衆国軍を撃破した。セントクレア将軍の敗北は、アメリカ軍がインディアンに喫したものとしては最大の損失となった。
合衆国政府は事態を交渉で収めようとしたが、ブルージャケットやショーニー族らのインディアン同盟軍は合衆国が譲れない境界線に固執したために、新たにアンソニー・ウェイン将軍率る新戦力が派遣された。ウェイン軍は1794年のフォールン・ティンバーズの戦いでインディアン同盟軍を破った。インディアンはイギリスの援助を期待したが、合衆国との友好関係を重視したイギリスはこれを無視、1795年のグリーンヴィル条約に調印して和解した。この条約でインディアンはオハイオ全部とインディアナの一部をアメリカ合衆国に割譲させられた。

### テカムセ、クリーク戦争および米英戦争

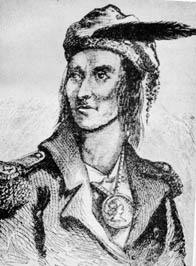
テカムセ

アメリカ合衆国はグリーンビル条約の後も次々とインディアンの土地の権利を奪っていったので、インディアン社会では大きな脅威となっていた。1800年、インディアナ準州知事及びインディアン対策局長官に就任したウィリアム・ハリソンは、トーマス・ジェファーソン大統領の指示でインディアンの土地取得を加速させることとなり、1803にはウェイン砦の条約、ヴィンセンス条約、1809年にはもう1件のウェイン砦の条約を締結する形で12,000平方キロメートル以上もの新たな土地の領有権を主張した。これに対し、ショーニー族の兄弟テカムセとテンスクワタワは合衆国の拡張に対する抵抗を呼びかけた。テカムセの目的はインディアン達が土地を売ることを止めさせることだった。
テカムセが南部に行って、クリーク族、チェロキー族およびチョクトー族の中で同盟者を募っている間に、ハリソンはインディアン同盟に戦いを挑み、1811年のティッペカヌーの戦いでテンスカタワたちを打ち破った。合衆国はこの勝利で武力による抵抗が収まることを期待したが、テカムセたちはイギリス軍と同盟して、米英戦争の中で合衆国に対する戦いを始めた。

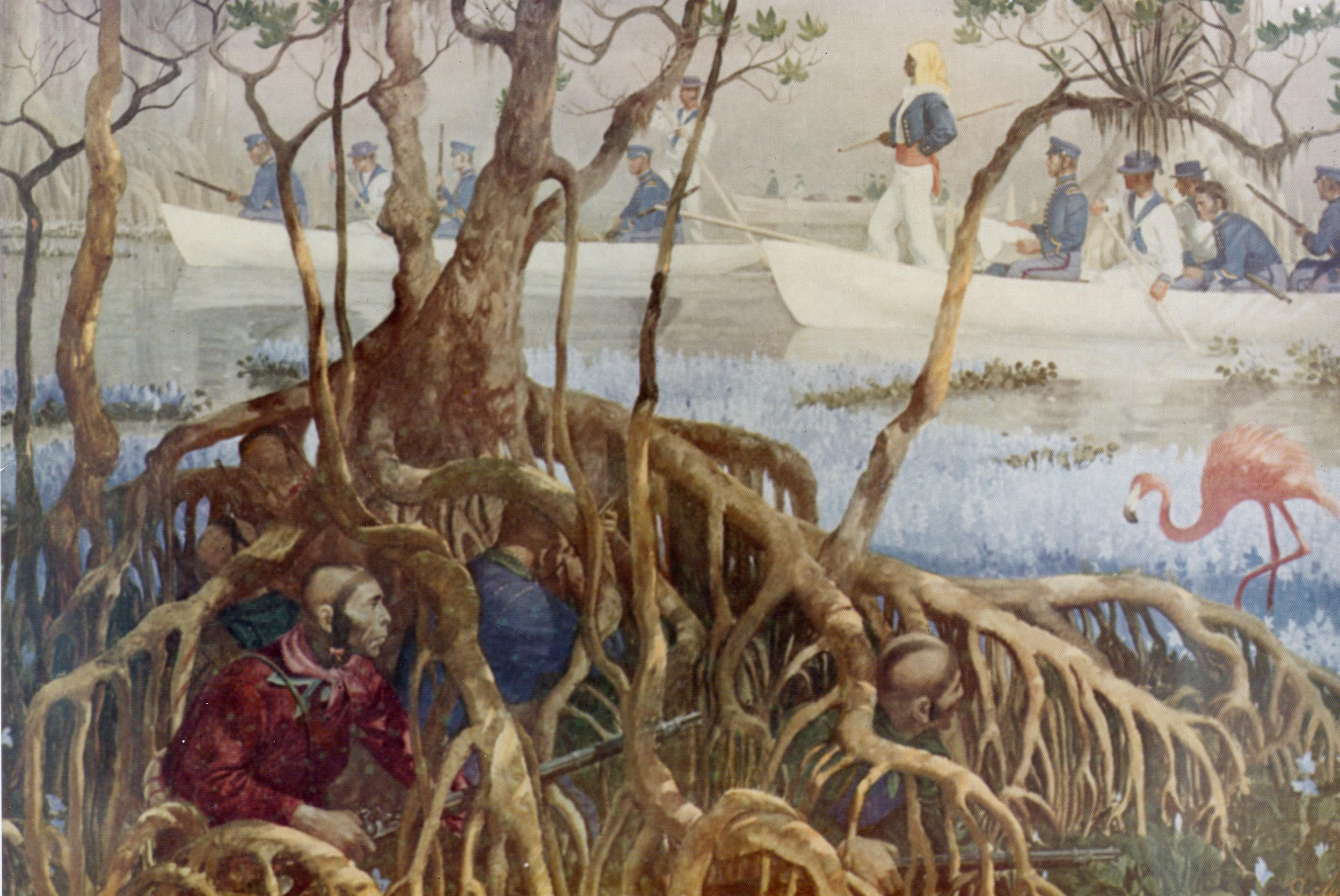
セミノールを探すアメリカ軍

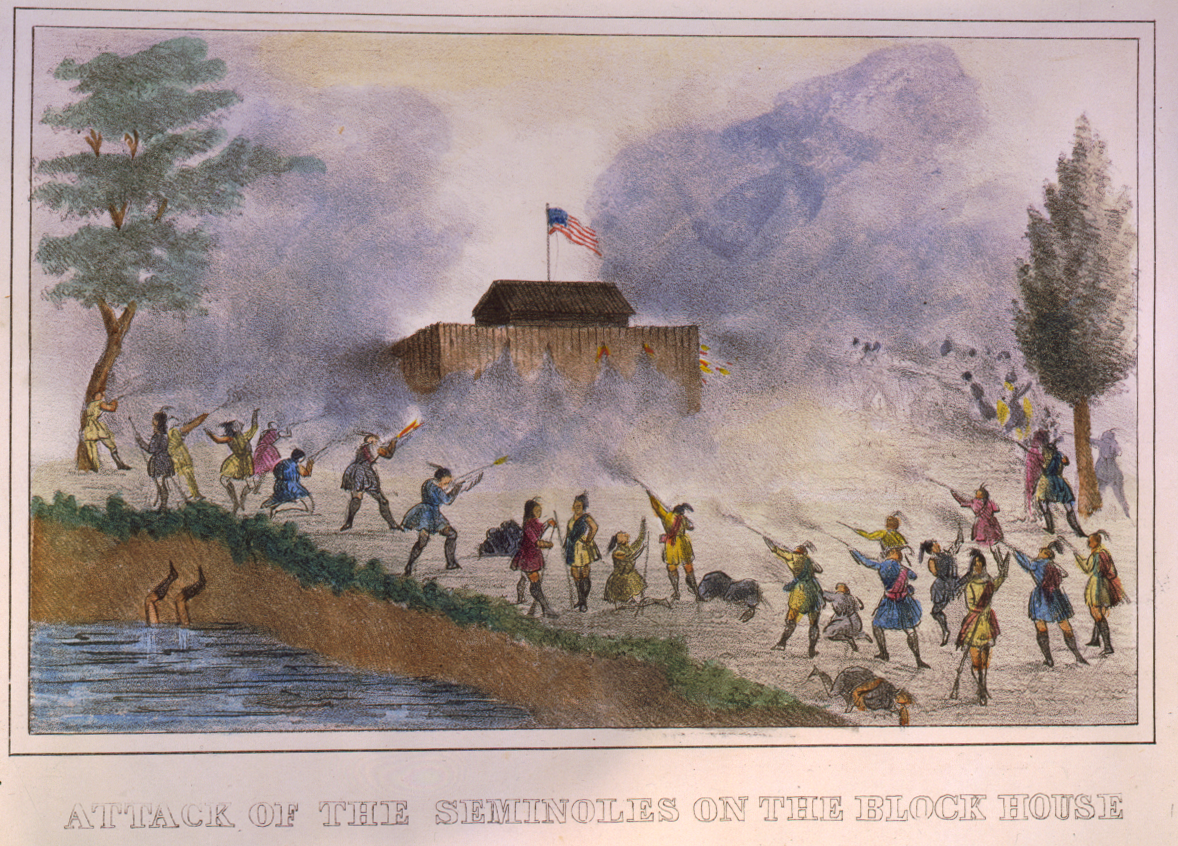
米軍の要塞に攻撃を加えるセミノール

独立戦争の時と同様に、米英戦争では西部戦線で大規模なインディアン戦争となった。テカムセに同調したクリーク族は、当初クリーク族内の内戦から始まったクリーク戦争で合衆国の拡張政策に激しく抵抗することになった。米英戦争におけるイギリスとの戦いは手詰まりの様相を呈したが、合衆国は西部戦線ではそこそこの成功を収めた。テカムセはテムズの戦いでハリソン軍に殺され、北西部での抵抗は終わった。合衆国に反攻したクリーク族も敗れた。1818年の第一次セミノール戦争はある意味でクリーク戦争の延長であったが、最終的には1819年に合衆国がフロリダを占領することになった。

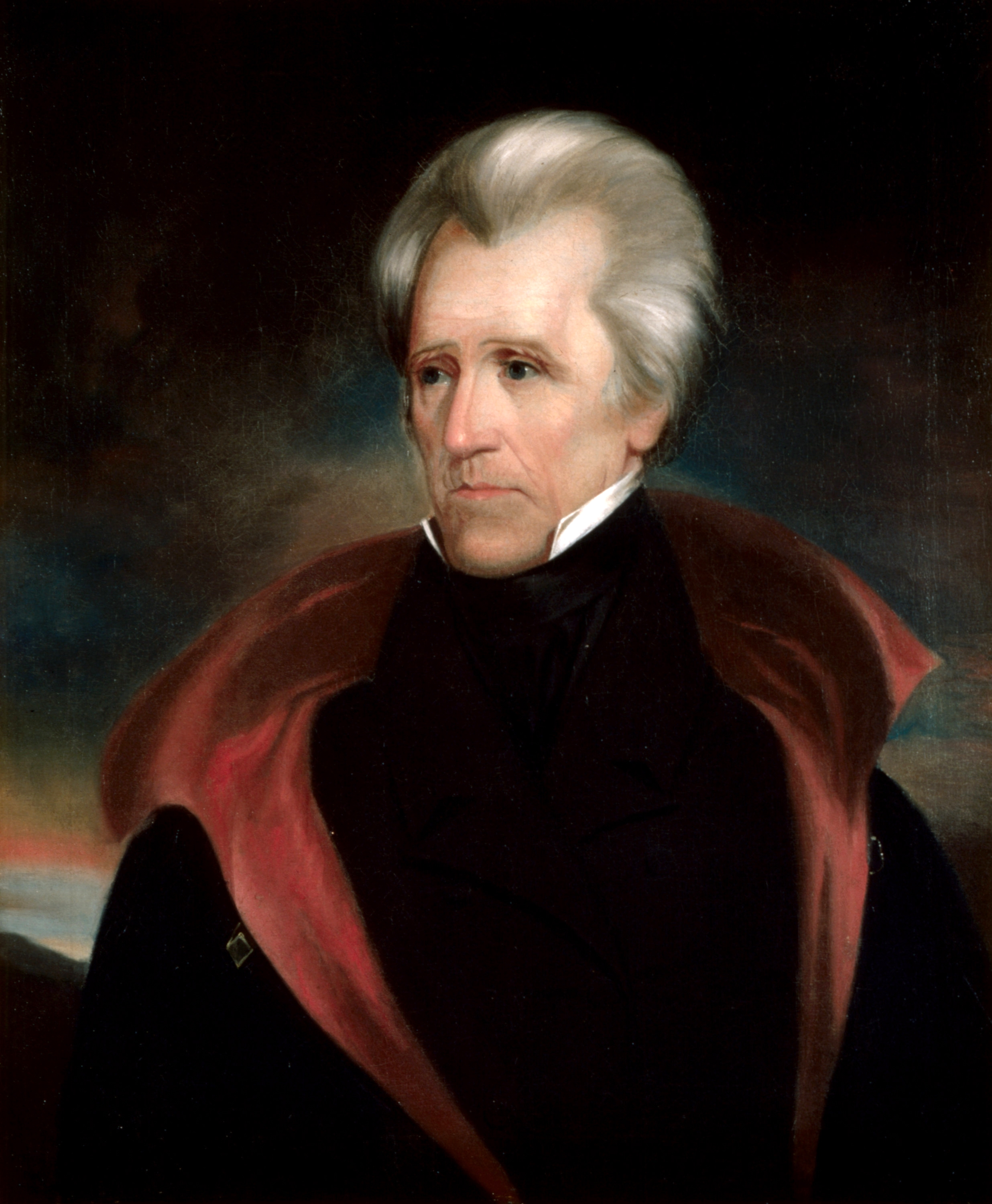
アンドリュー・ジャクソン。「インディアンは滅ぼされるべき劣等民族である」と演説し、クリーク戦争のホースシュー・ベンドの戦いに勝って、インディアン強制移住の推進者になった。

独立戦争や北西インディアン戦争と同様に米英戦争の後も、イギリスはインディアンに対する同盟を放棄した。これはインディアン戦争にとっては大きな転機であり、インディアンはアメリカ合衆国に対する戦いで外国の力を宛てにできなくなった。

### 強制移住の時代
これらの戦争の一つの結果は、トーマス・ジェファーソンが提唱し、アンドリュー・ジャクソン大統領が1830年に署名して成立した「インディアン移住法」であった。インディアン移住法そのものはインディアンの移住を強制するものではなかったが、ルイジアナ買収で得た西部の土地と引き替えに東部にあるインディアンの土地を明け渡すよう交渉する権利を大統領に委ねるものであった。歴史家のロバート・V・レミニによれば、ジャクソンは、イギリスやスペインがアメリカの国境内でインディアンに武装させアメリカに戦争を挑ませるように仕向けている事態を鑑みて、国内の安全保障を優先するという政策を促進させた。
「インディアン移住法」とは、「インディアンを白人のいない西部のインディアン準州（現オクラホマ州）に強制移住させ、連邦政府が信託保留 (reserve) した土地 (Reservation) に住まわせ、そこで白人の社会システムを構築し、白人社会に同化させる」という民族浄化政策である。「これに従わない場合、そのインディアン部族は絶滅させる」とジャクソンは宣言した。
こうして多くのインディアン移住条約が武力を背景に結ばれた。インディアンの大半は渋々ながら移住条約の条件に従ったが、苦い諦めということでもあった（涙の道）。しかしこれら条約の執行に抵抗して戦闘を始めるものがいた。これらは、1832年のブラック・ホーク戦争と1836年のクリーク戦争および長く犠牲も大きい第二次セミノール戦争 (1835-1842) であった。

## アラスカ（1799年-1867年）
18世紀末にアラスカまで進出したロシア帝国は、1802年にシトカ島の基地をトリンギット族インディアンに奪われた。1804年、アレクサンドル・バラノフ知事の指揮するロシア軍が、頑強に抵抗するトリンギット族の追い出しに成功（シトカの戦い）し、ロシア領アラスカの入植を続けた。この戦いは白人とアラスカインディアンの最後の戦いと言われる。その後もアラスカインディアンの抵抗は散発的に続いてはいたが、ロシアはアラスカの植民地経営から思うような成果を上げられず、1867年にアメリカ合衆国にアラスカを売却した。

## ミシシッピ川の西（1823年-1890年）
東部と同様に西部の大平原や山岳地でも、鉱山師、牧場経営者および入植者による合衆国植民地の拡張で、インディアンとの紛争が増大した。グレートベースンのユテ族などの多くの部族が、一度ならず白人に戦いを挑んだ。
大平原では、北部のスー族やシャイアン族、コマンチ族、カイオワ族といった狩猟騎馬民族、また南西部では山岳略奪民のアパッチ族が彼らの領土侵犯に対して最も激しい抵抗を行った。スー族やコマンチ族など平原の部族は、馬を使った高速の戦闘が得意であった。スー族は元々五大湖地方で定住型の農業を営んでいたものが、大平原に流れてきていた。スー族は馬の捕まえ方や乗り方を覚え、西部に移動してその流儀で他のインディアン部族を圧倒し、恐れられる戦士集団となった。アパッチ族は他部族を襲ってその経済力を得ていた経緯があり、血縁者の死の報復のために戦いを起こしていた。アパッチ族は皆戦い方に精通しており、砂漠や峡谷という環境でゲリラ戦を戦った。

### 大平原

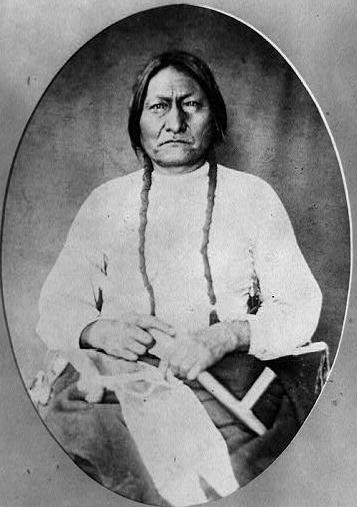
シッティング・ブル

南北戦争の間も白人とインディアンの抗争は続いていた。1862年のダコタ戦争（実際は暴動）は、アメリカとスー族の間の最初の大規模衝突であった。原因は、アメリカ政府の怠慢にある。サンテ・スー族（ダコタ族）は、当時、狭い保留地に強制移住させられ、11年に渡って保留地管理事務所からの食糧配給が滞ったため、飢餓状態になっていた。
あるとき、狩りから戻る途中の4人の戦士が、いざこざで白人農場主の一家を殺してしまい、酋長会議が開かれ、殺人者を引き渡すか、全面戦争かの協議がなされた。ここでタオヤデドゥタ（小さなカラス）酋長は当初戦闘に反対したが、部族の窮状に不満のたまっていた他の戦士達に押し切られて交戦となり、ミネソタ州全土を覆う6週間の戦いとなった。500名以上のアメリカ軍兵士と入植者が死んだ。それ以外にも小さな襲撃や捕虜となった後にさらに多くの者が死んだと信じられている。
この蜂起で死んだスー族の数は文献には残されていないが、戦争後に303名のスー族が殺人と強姦で告訴され、アメリカ軍の軍事法廷で死刑の宣告を受けた。死刑判決の大部分は減刑されたが、1862年12月26日、エイブラハム・リンカーンの指示によって、ミネソタ州マンケイトで38名のダコタ・スー族戦士が絞首刑に処せられた。これはアメリカの歴史の中でも最大の同時執行であった。飢餓状態に陥った少数民族が反乱を起こし、国家によって武力鎮圧されたこの事件は、「ダコタ戦争」と呼ばれてはいるものの、実質的には「暴動」である。基本的に保留地政策の欠陥に原因があるこの暴動も、リンカーン大統領は注意を払わなかった。合衆国の無関心によって、インディアンはさらに飢えた。またリンカーンはミネソタ州からすべてのスー族を追いだすと宣言、スー族皆殺し政策をミネソタと共に行い、ミネソタの彼らの保留地の保留を解消して領土を没収した。
1864年にはサンドクリークの虐殺と呼ばれる悪名高いインディアン虐殺が起こった。コロラド州南東部のシャイアン族とアラパホ族のティーピーのキャンプを土地の民兵が襲い、およそ150名の男女、子供を殺し、男女の性器や頭の皮を剥いだ。サンド・クリークに住むインディアンは連邦政府によってその時に住んでいる領土内での安全を保証されていたが、インディアンに反感を抱く白人入植者が暴走した。シャイアン族はティーピーに白旗を掲げて不戦の意思を表していたのに、それは無視されたのである。後に連邦議会による調査が行われ、インディアン虐殺者に対して短期間ではあるが大衆の抗議が続いた。

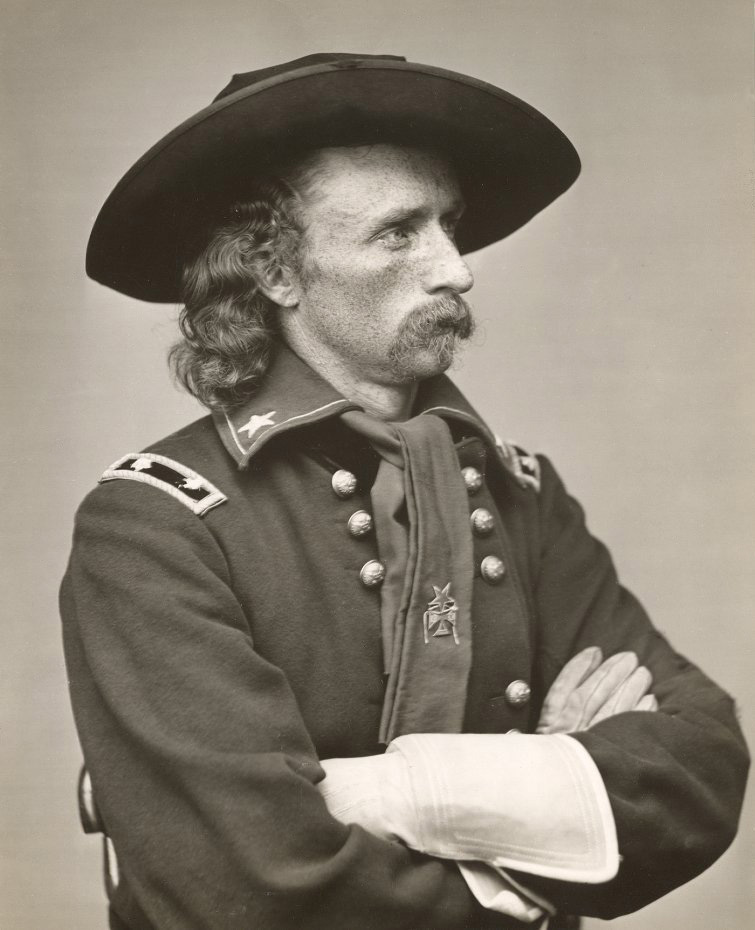
ジョージ・アームストロング・カスター

1876年、ダコタ・ゴールドラッシュがブラックヒルズに巻き起こった時に、最後の重大なスー族戦争が起こった。ブラックヒルズ一帯は「ララミー砦の条約」では、スー族の不可侵領土だったが、金が出たあとはまったく無視され、白人の荒らし放題だった。合衆国軍はついに条約を自ら破り、スー族の掃討作戦に出た。幾つかの小競り合いの後で、カスター中佐はスー族、シャイアン族、アラパホー族総計1500人が宗教儀式のためにリトル・ビッグ・ホーン河畔に野営しているのを見つけた。カスターは功を焦ってこれを奇襲し、リトルビッグホーンの戦いとなった。本隊とは離れて行動していたカスター将軍の部隊は、戦術的な利点があり数的にも上回ったインディアンに全滅させられた。インディアン戦士には、オグララ・ラコタ族の名高い戦士、クレイジー・ホースも参加しており、シッティング・ブル（戦には参加せず）の勝利の予言によって鼓舞されていた。
その後の1890年、サウスダコタ州ウーンデッド・ニーに連行されたゴーストダンス信奉派のミネコンジュー・スー族の「シハ・タンカ・バンド」に対し、米軍騎兵隊は武装解除を強制して銃撃戦となり、兵士達はおよそ300名の非武装の老若男女のインディアンを殺した（ウーンデッド・ニーの虐殺）。死亡した29名の兵士には、友軍の銃撃で死んだ者もいる。

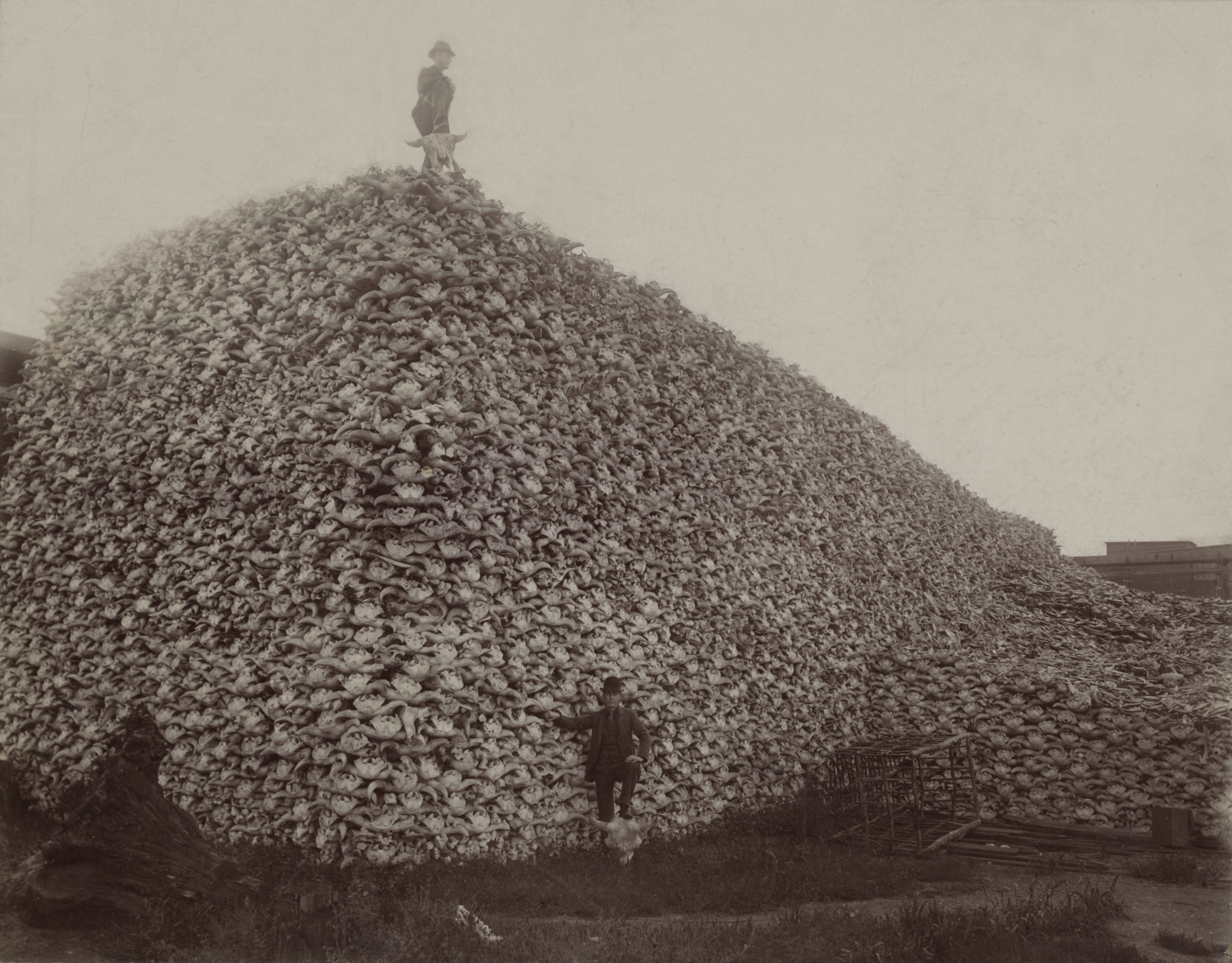
19世紀後半、アメリカン・バイソンは主に職業的ハンターによって絶滅寸前まで追い込まれ、1880年代半ばには数百頭となっていた。

これらの凄惨なインディアン戦争とは別に、グレートプレーンズのインディアン人口減少の背景にはバッファローの絶滅があった。平原のインディアン達は衣食住の柱として4000万頭を超えるバッファローに頼っていたが、1870年代から1880年代にかけて生活の糧を求めるべく行なわれたMarket huntersと呼ばれた白人とメティによる乱獲で大平原から絶滅寸前（750頭）まで追い込まれたため、グレートプレーンズでは生活が成り立たなくなり移住せざるを得なくなったのである。

### 南西部
南西部の広大な地域での紛争は1846年から1895年まで続いた。この地域のあらゆる非プエブロ諸族を巻き込み、スペイン系メキシコ人との紛争に続いた。ナバホ族とアパッチ族との紛争が良く知られているが、それだけでは無かった。南西部で最後の大規模な作戦計画は5,000名の兵士を投入した。この作戦でアパッチ族のジェロニモと24名の戦士、女子供が1886年に降伏した。なお、ジェロニモは酋長ではない。
南西部の部族（プエブロ族を含む）は、アメリカ合衆国がメキシコからこの地域を獲得する前に何世紀も、互いにまた外から入ってきた入植者との交易と戦いを繰り返していた。

### 西部のインディアン戦争年譜
- コマンチ戦争（英語版） (1836-1875) 南部平原、主にテキサス共和国とテキサス州（テキサスのインディアン戦争を参照）
- カイユース戦争（英語版） (1848-1855) オレゴン準州-ワシントン準州
- ロウグ川戦争（英語版） (1855-1856) オレゴン準州
- ヤキマ戦争（英語版） (1855-1858) ワシントン準州
  - Puget Sound War
  - クーダレン戦争（英語版） (1858) ワシントン準州
  - パインクリークの戦い（英語版） (1858)
- フレーザー・キャニオン戦争（英語版） (1858) ブリティッシュコロンビア州
- カリフォルニア・インディアン戦争 (1860-65) フーパ族、ウィヨット族、ユロク族、トロワ族、ノムラキ族、チマリコ族、ツヌングウェ族、ホィルクート族、カルク族、ウィントン族その他に対する戦い
- ラマルチャ戦争 (1863) ブリティッシュコロンビア州
- チルコティン戦争（英語版） (1864) ブリティッシュコロンビア州
- ナバホ戦争（英語版） (1861-1864) アリゾナ準州、ニューメキシコ準州
  - ロング・ウォーク・オブ・ナバホで終了。
  - en:Black Hawk War (1865–1872)
- フアラパイまたはワラパイズ戦争 (1864-1869) アリゾナ準州
- アパッチ作戦またはアパッチ戦争 (1864-1886) カールトン将軍がナバホ族とともにメスカレロ・アパッチ族をサムナー保留地に強制移住させたもの。ジェロニモが降伏した1886年まで継続
- ダコタ戦争 (1862) ミネソタ州南西部での白人入植者による挑発で、保留地で飢餓状態になっていたスー族が暴動を起こしたもの。100人以上が死亡。アメリカの歴史の中でも大量同時処刑となる38名のスー族が絞首刑にされた。米軍はこれにかこつけて、無関係な約1,600名のスー族を、今日のサウスダコタ州の保留地に強制移住させた。
- レッドクラウド戦争 (1866-1868) スー族のマアピア・ルタ（レッド・クラウド）にちなんでこう呼ばれるが、レッド・クラウド自身はこの戦いに参加していない。ララミー砦の条約で、アメリカ和平委員会はスー族の一大保留地「グレート・スー・ネーション」を認め、「ここには軍隊の駐留や監視が無く、入植者が入ることなく、道路建設権も無い」と約束したが、数年後には反故にされた。これに怒ったスー族は、前後していくつもの襲撃を加えている。この保留地にはブラックヒルズ全体が含まれていた。
- コロラド戦争 (1864-1865) コロラド東部平原を中心としてアメリカ軍と、シャイアン族とアラパホー族の連合軍が衝突
- サンドクリークの虐殺 ジョン・チヴィントンが降伏したシャイアン族とアラパホー族450名以上を殺害
- コマンチ作戦（英語版） (1867-1875) ミズーリ方面軍の指揮官フィリップ・シェリダン少将が1868年から69年の冬季作戦行動を指揮。コロラド州、カンザス州、ニューメキシコ州およびテキサス州の境界地域に散在するコマンチ族やカイオワ族などのインディアン部族の掃討を目論んだもの[20] 。シェリダンの有名な暴言「良いインディアンとは、死んだインディアンのことだ」はこの時生まれた。
  - ビーチャー・アイランドの戦い（英語版） (1868) 北部シャイアン族の戦士ローマン・ノーズがアメリカ第9騎兵隊の斥候と9日間戦った。
  - ウォシタ川の虐殺 (1868) ジョージ・アームストロング・カスターの第7騎兵隊がウォシタ川沿いのブラック・ケトルの無抵抗のシャイアン族キャンプを奇襲攻撃。250名の男女、子供が殺された。
  - サミット・スプリングスの戦い（英語版） (1869) トール・ブルに率いられたシャイアン族が、ユージーン・A・カー大佐指揮のアメリカ軍に敗北。トール・ブルはバッファロー・ビル・コディに殺されたと伝えられている。
  - en:Battle of Salt Creek
  - パロ・デュロ峡谷の戦い（英語版） (1874) シャイアン族、コマンチ族およびカイオワ族の戦士が、ラナルド・S・マッケンジー指揮する第4騎兵隊と交戦
  - レッドリバー戦争（英語版） (1874-1875) ウィリアム・シャーマンおよびフィリップ・シェリダン中将指揮下の合衆国軍とコマンチ族の戦い
- モードック戦争またはモードック作戦 (1872-1873) キエントプース（英語版）酋長（通称キャプテン・ジャック）や53名のモードック族戦士が溶岩石の荒地に立てこもり、1000名の米軍兵士を7か月間手こずらせた。エドワード・キャンビー将軍が和平調停中に殺され、インディアン戦争で殺された唯一の将軍となった。キエントプースは絞首刑となり、家族の懇願も無視されて、その死体は有料の見世物にされた。
- ブラックヒルズ戦争またはリトルビッグホーン作戦 (1876-1877) シッティング・ブルやクレイジー・ホースたちスー族が、ララミー条約の違反に抗議し、合衆国軍と戦った。
  - ローズバッドの戦い（英語版） (1876) クレイジー・ホースたちスー族が、カスターの第7騎兵隊を支援するために移動中のアメリカ軍と交戦。
  - リトルビッグホーンの戦い (1876) クレイジー・ホースたちスー族とシャイアン族、アラパホー族が、カスターの第7騎兵隊から奇襲を受け、これを撃退全滅させた。
- ネ・ペルセ戦争（英語版） (1877) ネ・ペルセ作戦とも。ジョセフ酋長指揮下の南ネ・ペルセ族が1877年、保留地への強制移住を拒んで、第1騎兵隊の攻撃を避けてアイダホ、イエローストーンおよびモンタナを通ってカナダへの逃亡を試みたもの。これを合衆国軍が追跡攻撃した。
- バンノック戦争（英語版） (1878) バンノック作戦とも。土地の分配に不満を持ったアイダホ州南部のバンノック族およびパイユート族が1878年に、アメリカ第21歩兵連隊、第4砲兵連隊および第1騎兵隊と交戦したもの。
- シャイアン戦争（英語版） (1878-1879) シャイアン作戦とも。アメリカ武装軍と小規模シャイアン族との戦い
- シープ・イーター・インディアン戦争（英語版）（1879年5月-8月）シープ・イーター作戦とも。1879年5月1日、3個中隊がアイダホ州中央部でショーショーニー族を追跡襲撃したもの。太平洋岸北西部では最後の作戦
- ユート作戦またはユート戦争（1879年9月-1880年11月）1879年9月29日、T・T・ソーンバーグ少佐指揮下の第4歩兵連隊とだ5騎兵隊の一部200名がレッド峡谷で300名ないし400名のユート族戦士に攻撃され包囲された。ソーンバーグ隊は10月早くに第5騎兵隊と第9騎兵連隊に救出されたが、大きな損失を被った。ユート族は1880年11月に和平に応じた。
- パイン・リッジ作戦（1890年11月-1891年1月）スー族に最終的な保留地受け入れを迫った、最後の大規模戦闘となった。アメリカ正規軍の約半分に相当する歩兵と騎兵を投入した。残ったインディアン戦士は武器を置き、1891年1月に保留地に入った。
  - ウーンデッド・ニーの虐殺（1890年12月29日）シッティング・ブルの腹違いの兄弟シハ・タンカ（ビッグフット）酋長や約200名のスー族が騎兵隊に殺された。14日前に、シッティング・ブルは、アメリカ政府が彼を逮捕するために派遣したインディアン警察の集団の奇襲を受け、スタンディング・ロック管理所そばのキャンプでインディアン警官に殺されていた。

## 最後の戦い（1898年-1917年）
- 1898年10月5日、ミネソタ州リーチ湖でのシュガーポイントの戦い。アメリカ第3歩兵連隊の兵卒オスカー・バーカードにインディアン戦争では最後の名誉のメダルが贈られた。
- 1917年、アリゾナ州ノーゲールズのすぐ西でアメリカ第10騎兵隊とヤキ族インディアンが交戦

## アメリカ軍

### 斥候
- アパッチ族斥候（ナバホ族やモハーベ族など、アパッチ族以外の部族もアパッチ族扱いされた）
- クロウ族斥候
- アリカラ族斥候
- ポーニー族斥候（この三部族はスー族と歴史的に敵対しており、スー族全滅作戦に喜んで力を貸した）
- ブラック・セミノール斥候

### 騎兵
- 第1騎兵連隊 - 1834年 1836年 - 1892年
- 第2騎兵連隊 - 1867年および1870年
- 第3騎兵連隊 - 1869年
- 第4騎兵連隊 - 1865年 - 1886年
- 第5騎兵連隊 - 1876年
- 第6騎兵連隊 - 1867年 - 1885年および1890年
- 第7騎兵連隊 - 1871年 - 1890年
- 第8騎兵連隊 - 1867年 - 1869年および1877年
- 第9騎兵連隊 - 1868年および1875年 - 1881年 別名バッファロー兵
- 第10騎兵連隊 - 1867年 - 1868年、1875年、1879年 - 1880年、1885年、1917年 バッファロー兵
- 第113騎兵連隊

### 歩兵
- 第1歩兵連隊 - 1791年、1832年、1839年-1842年、1870年代-1890年代
- 第2歩兵連隊
- 第3歩兵連隊 - 1792年、1856年-1858年、1860年、1887年、1898年
- 第4歩兵連隊 - 1808年、1816年-1836年、1869-1879年
- 第5歩兵連隊 - 1877年
- 第6歩兵連隊 - 1823年-1879年
- 第9歩兵連隊 - 1876年
- 第10歩兵連隊
- 第11歩兵連隊 - 1874年
- 第12歩兵連隊 - 1872年-1873年、1878年、1890-1891年
- 第13歩兵連隊 - 1867年-1871年
- 第14歩兵連隊 - 1876年
- 第15歩兵連隊
- 第16歩兵連隊
- 第18歩兵連隊 - 1866年-1890年
- 第21歩兵連隊
- 第22歩兵連隊 - 1869年、1872年、1876年-1877年
- 第23歩兵連隊 - 1866年、1868年、1876年
- 第24歩兵連隊Regiment
- 第25歩兵連隊(バッファロー兵) 1866年-1890年代
- ミシシッピーライフル狙撃兵隊

### 砲兵
- Company F, 第4砲兵連隊

## 歴史学
アメリカの歴史書では、インディアン戦争はアメリカ合衆国の軍事史の比較的小さな部分としてしか取り扱われていない。20世紀の最後の数十年間に、相当数の歴史家がこの戦争に関する著書の中でインディアンの見解を紹介し始め、インディアンとその文化における戦争の影響を強調するようになった。
良く知られ影響力有る著書は1970年のディ・ブラウンの「ウーンデッドニーに私の心を埋めて」(Bury My Heart at Wounded Knee) である。学術的歴史では、フランシス・ジェニングスの「アメリカの侵略：インディアン、植民地主義、および征服」（The Invasion of America: Indians, Colonialism, and the Cant of Conquest、ニューヨーク、ノートン、1975年）が、インディアンと白人の関係について伝統的な見方を逆転させていることで著名である。インディアンと兵士について両方の観点から最近重要な著作、ジェローム・A・グリーンの「インディアン戦争の古参兵：軍隊生活の記憶と西部の実行作戦、1864年-1898年」（INDIAN WAR VETERANS: Memories of Army Life and Campaigns in the West, 1864-1898、ニューヨーク、2007年）が出版された。インディアン側からの反論として歴史的なものには、ヴァイン・デロリア・ジュニア（スー族）による「インディアンの宣言書：カスターはその罪ゆえに死んだ」（Custer Died For Your Sins: An Indian Manifesto、1969年）がある。
歴史家の中にはインディアン戦争をインディアンとアメリカ白人との間の民族戦争と見て、闘争の複雑な現実を単純化する者がいる。インディアンと白人はしばしば共闘した。インディアンは他のインディアンと戦うこともあった。例えばホースシュー・ベンドの戦いはクリーク族インディアンに対するアメリカ軍の勝利とされているが、勝者はアンドリュー・ジャクソンに協力したチェロキー族、クリーク族およびテネシー州民兵の共同軍であった。広い観点から見れば、インディアン戦争はアメリカ合衆国による先住民族の征服戦争であるが、個々の戦闘を細かく見るとそれほど単純化する事はできない。
またそのような観点から、白人に協力したインディアンを「裏切り者」とみなす解釈も存在する。例えばパイン・リッジ作戦においては多数のポーニー族が正規軍に参加してスー族と戦闘を行っており、現代でもスー族を英雄視する一方でポーニー族が悪役扱いされている（従来の西部劇と違いインディアンへの差別が無いとされる映画「ダンス・ウィズ・ウルブズ」においても、この見方が踏襲されている）。しかしインディアンを全て同族と見なすのは白人の側の勝手な解釈であり、ポーニー族にとってみれば白人もスー族も異民族である。当時のポーニー族はスー族に圧迫されており、そのため白人と手を結んだのである。ウィリアム王戦争で、アメリカに入植したイギリス人とフランス人という異民族の戦いを「同じ民族で戦った」とは言わないのと同様である。「インディアンたちが団結していれば白人の侵略を防げた」との論調は、典型的なステレオタイプである。
最も苛烈な西部におけるインディアン戦争で、米軍に対して全インディアン部族が結束する、ということはついになかった。彼らはそれぞれが独立国家であり、この領土防衛線に対する考え方も部族それぞれがまったく違っていたからである。ネ･ペルセ族やショーショーニー族は白人と友好を最後まで続け、入植白人を他部族から保護してみせた。しかしその報いは、保留地の度重なる縮小、僻地への幽閉であった。真の意味でインディアン部族が結束し、合衆国に戦いを挑むのは、1960年代以降の「レッドパワー運動」まで待たねばならなかった。